# Marek Stokłosa
Marek Stokłosa (ur. 1966) – polski duchowny rzymskokatolicki, członek Zgromadzenia Księży Najświętszego Serca Jezusowego, kanonista, doktor habilitowany nauk prawnych, nauczyciel akademicki Uniwersytetu Kardynała Stefana Wyszyńskiego w Warszawie.

## Życiorys
Pochodzi z parafii pw. Najświętszego Serca Pana Jezusa w Delastowicach. Święcenia kapłańskie przyjął w 1992. W 2006 uzyskał na Wydziale Prawa Kanonicznego Uniwersytetu Laterańskiego w Rzymie stopień doktora. Został adiunktem na Wydziale Prawa Kanonicznego Uniwersytetu Kardynała Stefana Wyszyńskiego w Warszawie oraz wykładowcą prawa kanonicznego w Wyższym Seminarium Misyjnym Księży Sercanów w Stadnikach. W 2016 na podstawie dorobku naukowego i rozprawy pt. Utrata stanu duchownego w aktualnym prawodawstwie Kościoła łacińskiego uzyskał na Wydziale Prawa Kanonicznego UKSW stopień naukowy doktora habilitowanego nauk prawnych w zakresie prawa kanonicznego. Na tym wydziale objął stanowisko prodziekana.
Został sekretarzem redakcji kwartalnika „Prawo Kanoniczne”. Uzyskał członkostwo w Stowarzyszeniu Kanonistów Polskich i w Consociatio Internationalis Studio Iuris Canonici Promovendo.
W maju 2019 kardynał Kazimierz Nycz powołał go w skład trzyosobowego zespołu do badania przypadków pedofilii w archidiecezji warszawskiej.
W październiku 2019 został wybrany dziekanem Wydziału Prawa Kanonicznego Uniwersytetu Kardynała Stefana Wyszyńskiego w Warszawie.
W październiku 2020 został wybrany prorektorem UKSW ds. nauki i współpracy międzynarodowej na Wydziale Prawa Kanonicznego Uniwersytetu Kardynała Stefana Wyszyńskiego w Warszawie.